# ジョージ・サヴィル (初代ハリファックス侯)

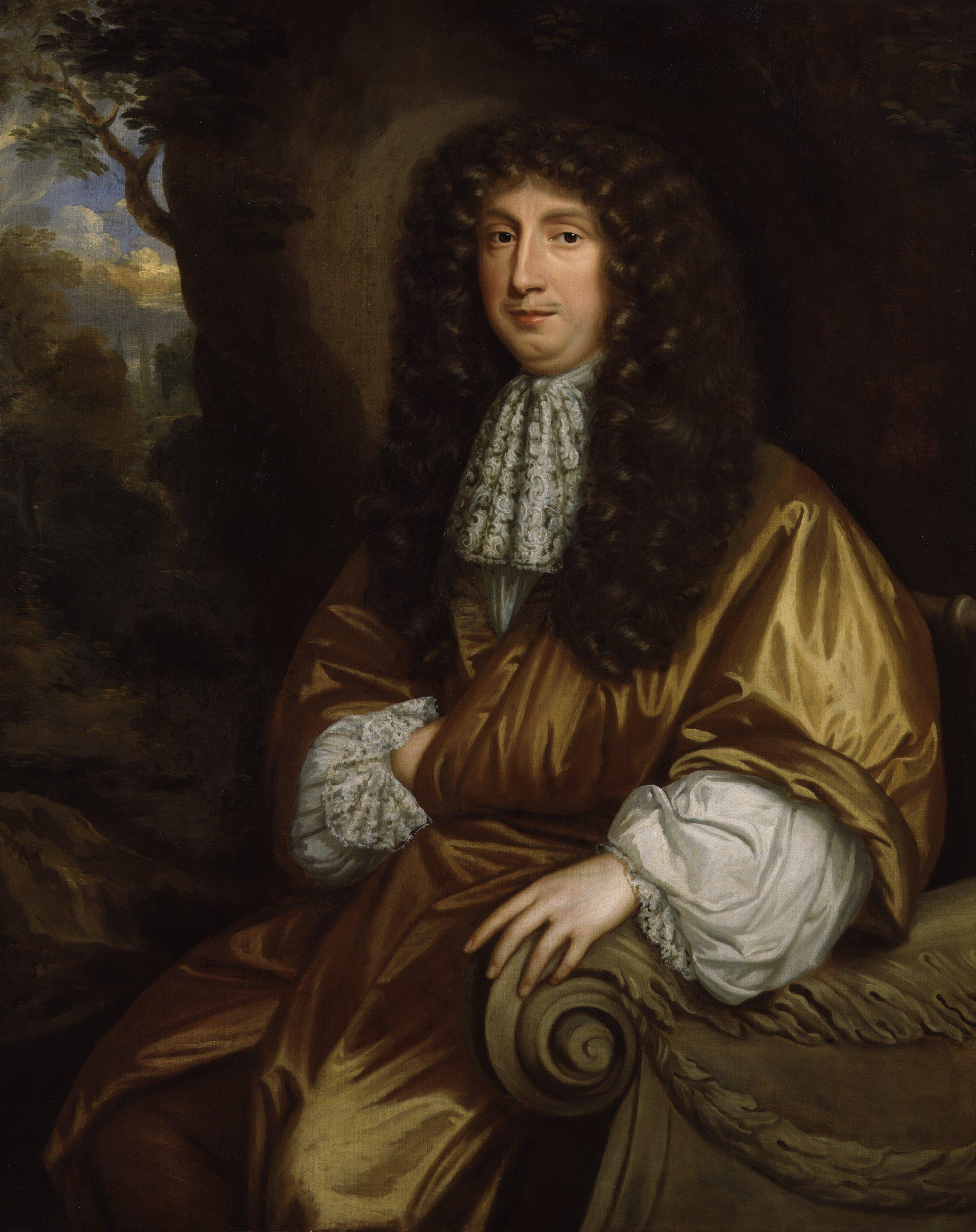
初代ハリファックス侯爵ジョージ・サヴィル

初代ハリファックス侯爵ジョージ・サヴィル（George Saville, 1st Marquess of Halifax, 1633年11月11日 - 1695年4月5日）は、イングランドの政治家。1682年から1685年、1689年から1690年の2度にわたり王璽尚書（国璽尚書）の地位にあった。

## 生涯
準男爵サー・ウィリアム・サヴィルと大法官トマス・コヴェントリー男爵の娘アンの息子として生まれた。父は清教徒革命で王党派に属して戦死、ジョージは父の爵位を受け継ぎ、1656年にサンダーランド伯ヘンリー・スペンサーの娘ドロシーと結婚したが、イングランド共和国政権では逼塞していた。
1660年に王政復古の国民協議会の下院議員に選出され、1668年にハリファックス子爵となり上院へ移った。同年にオランダ・スウェーデンとの三国同盟締結の調整を行い、1672年に枢密顧問官に任命され政権の一員となった。同年にウィリアム・ピエールポントの娘ガートルードと再婚、オランダ侵略戦争でフランスに領土を侵略されたオランダへ和平使節の1人として派遣されている（他にバッキンガム公ジョージ・ヴィリアーズ、アーリントン伯ヘンリー・ベネット）。
1676年に審査法に賛成したためチャールズ2世の怒りを買い枢密院から追放されたが、1679年にウィリアム・テンプルがチャールズ2世へ取り成したおかげで枢密院に復帰して伯爵に叙され、同年から1680年に提出された王位排除法案に一貫して反対、議会で懸命に否決を説いて法案を否決させたことからチャールズ2世に重用され、1682年に王璽尚書に任命され侯爵となった。排除法案に賛成のシャフツベリ伯爵アントニー・アシュリー＝クーパーと対立する一方、1679年から義弟のサンダーランド伯ロバート・スペンサーと共にオランダ総督ウィレム3世（後のウィリアム3世）に接触している。
1685年にチャールズ2世の後を継いだ弟のジェームズ2世により王璽尚書に代わり枢密院議長となったが、ジェームズ2世の審査法廃止の要求に反対したため職を追われた。しかし1687年に非国教徒のジェームズ2世への協力を戒める『非国教徒への書簡』を匿名で公布、翌1688年になると『日和見主義者とは何か』を著して専制と政党政治の行き過ぎを批判、『代償措置の分析』でイングランド国教会に審査法廃止の代わりに特権の保障を約束したジェームズ2世の対策を欺瞞として非難した。一方、ウィレム3世擁立を進める一派には与せず合法的な解決を望んでいた。
1688年、名誉革命によりウィレム3世が上陸するとジェームズ2世から交渉役として選ばれ、ゴドルフィン男爵シドニー・ゴドルフィン・ノッティンガム伯ダニエル・フィンチと共にウィレム3世の交渉を行い、ジェームズ2世が亡命するとロンドンの治安維持のためロチェスター伯ローレンス・ハイドが発足した緊急の貴族会議を主催し、ジェームズ2世の再度の亡命を促す使者の役割を務め、翌1689年に議会の上院議長としてウィリアム3世・メアリー2世夫妻に王冠を捧げた。直接名誉革命に関わらなかったが、同年に恩賞として王璽尚書に再任され政権に加わった。
しかし、ウィリアマイト戦争でアイルランドへ上陸したジャコバイトに対して有効な対応を取らなかったことを議会に非難され、1690年に王璽尚書を辞任、1692年にウィリアム3世暗殺未遂容疑でロンドン塔へ投獄されていたマールバラ伯（後のマールバラ公）ジョン・チャーチルの保釈保証人になったことでメアリー2世の不興を買い枢密院からも除名された。以後は上院で政治活動を続けたが、1695年に61歳で死去、息子のウィリアム・サヴィルが爵位を継いだ。
著作から主張する思想は国王の専制政治を非難する一方で、大衆が扇動されやすく暴走しやすい存在と捉え変革も嫌い、貴族主導の国王抑制を重視して身分制を重んじる保守派だったが、革命後のイングランドが政党政治に歩みだし少しずつ変革に向かうと孤立していった。政党政治についていけず晩年は不遇だったが、1750年に遺稿が出版され、19世紀に歴史家トーマス・マコーリーが『イングランド史』でハリファックスを取り上げたのを機に伝記・著作集が発表され、革命期の重要人物として注目されるようになった。

## 人物

### 「日和見主義者」“Trimmer”
ハリファックスの影響力は、雄弁家としても作家としても、当時の世論において殆ど確実に無比のものであった。彼の知的能力、高潔さ、優雅さ、快活さ、風刺的な諧謔心は同時代人に大いに感銘を与え、多くの機知に富んだ発言が記録されている。
経歴の全般にわたって政治的党派に関しては超然たる態度を貫き、二大派閥（ウィッグとトーリー）のいづれとも恒久的あるいは継続的に行動を共にすることは決してなく、彼らの望みがまさに実現しようとする刹那にその目標から去ることで両党を交互に苛立たせた。彼らにとっては、ハリファックスは意志薄弱で気紛れな信頼出来ない人物に思われた。しかし、彼の政治的行動に主として影響を与えたのは妥協の原則であって、それは両党のものとは本質的に異なるものであり、彼の両党に対する態度は必然的に絶えず変化していた。それ故、チャールズ2世の治世末期にハリファックスが支持していた摂政構想は、名誉革命の際には完全に一貫してハリファックスによって反対された。
彼は「日和見主義者」の役割を進んで引き受け、誰かが船のどちらか片舷に転覆の危険が生ずるまでに重みを掛けるならば、その反対側で船を安定させておきたいのだと述べていた。

### 個性
ハリファックス卿の私人としての性格は公人としての活動と調和していた。彼はマコーリーが描写したような「酒色の徒」ではなかった。それどころか放縦さとは無縁であり、その生活様式は品行方正かつ質素で、服装も周知の通り簡素だった。
愛情深い父親であり夫としても知られ、ソールズベリー主教ギルバート・バーネットは「彼の心は家族を育て上げることに集中していた」と述べている。ハリファックスは死の床にあっても息子であるエランド卿の名を不朽のものとするために彼の再婚を気にかけていた。自身は哲学的無関心の影響下にあったハリファックスが非常に多くの称号を受け入れたのは、恐らくこうした家族への配慮によるものであろう。
ハリファックスはその経歴を通じて名誉ある独立性を示した。名立たる人々さえ賄賂を受け取る時代にあって、彼は清廉潔白な人物として知られていた。彼は敵対心が取り分け強い時さえ恨みを抱くにはあまりに寛大であった。妥協の原則という「方針からだけでなく彼の性質からも、私は彼以上に許す用意がある人を知らない」とジョン・レレスビーは評した。

## 子女
最初の妻ドロシーとの間に2人の子を儲けた。
1. アン（1663年 - 1689年/1690年） - カーベリー伯ジョン・ヴォーンと結婚
2. ウィリアム（1665年 - 1700年）

2番目の妻ガートルードとの間に1人の子を儲けた。
1. エリザベス（1677年 - 1708年） - チェスターフィールド伯フィリップ・スタンホープと結婚

## 著作
- 『非国教徒への書簡』（1687年）
- 『淑女のための新年の贈物、または娘への忠告』（1688年）
- 『日和見主義者とは何か』（1688年）
- 『代償措置の分析』（1688年）
- 『政治金言集』（1693年）
- 『新制海軍論素描』（1694年）
- 『国会議員選出についての警告』（1695年）
- 『チャールズ2世の横顔』（1750年）
- 『政治的思考と省察』（1750年）
- 『道徳的思考と省察』（1750年）
- 『雑録 思考と省察』（1750年）